# Grande Prêmio da Áustria de 1973
Resultados do Grande Prêmio da Áustria de Fórmula 1 realizado em Österreichring em 19 de agosto de 1973. Décima segunda etapa da temporada, nele o vencedor foi o sueco Ronnie Peterson, da Lotus-Ford. Em segundo lugar chegou Jackie Stewart, da Tyrrell-Ford, e em terceiro José Carlos Pace, da Surtees-Ford.

## Classificação da prova
| Pos. | Nº | Piloto               | Construtor        | Voltas | Tempo/Diferença        | Grid | Pontos |
| ---- | -- | -------------------- | ----------------- | ------ | ---------------------- | ---- | ------ |
| 1    | 2  | Ronnie Peterson      | Lotus-Ford        | 54     | 1:28:48.78             | 2    | 9      |
| 2    | 5  | Jackie Stewart       | Tyrrell-Ford      | 54     | + 9.01                 | 7    | 6      |
| 3    | 24 | José Carlos Pace     | Surtees-Ford      | 54     | + 46.64                | 8    | 4      |
| 4    | 10 | Carlos Reutemann     | Brabham-Ford      | 54     | + 47.91                | 5    | 3      |
| 5    | 20 | Jean-Pierre Beltoise | BRM               | 54     | + 1:21.30              | 13   | 2      |
| 6    | 19 | Clay Regazzoni       | BRM               | 54     | + 1:38.40              | 14   | 1      |
| 7    | 4  | Arturo Merzario      | Ferrari           | 53     | + 1 volta              | 6    |        |
| 8    | 7  | Denny Hulme          | McLaren-Ford      | 53     | + 1 volta              | 3    |        |
| 9    | 26 | Gijs van Lennep      | Iso-Marlboro-Ford | 52     | + 2 voltas             | 23   |        |
| 10   | 23 | Mike Hailwood        | Surtees-Ford      | 49     | + 5 voltas             | 15   |        |
| Ret  | 1  | Emerson Fittipaldi   | Lotus-Ford        | 48     | Sistema de combustível | 1    |        |
| NC   | 25 | Howden Ganley        | Iso-Marlboro-Ford | 44     | + 10 voltas            | 21   |        |
| Ret  | 18 | Jean-Pierre Jarier   | March-Ford        | 37     | Motor                  | 12   |        |
| Ret  | 28 | Rikky von Opel       | Ensign-Ford       | 34     | Sistema de combustível | 19   |        |
| Ret  | 11 | Wilson Fittipaldi    | Brabham-Ford      | 31     | Sistema de combustível | 16   |        |
| Ret  | 12 | Graham Hill          | Shadow-Ford       | 28     | Suspensão              | 22   |        |
| Ret  | 16 | George Follmer       | Shadow-Ford       | 23     | Diferencial            | 20   |        |
| Ret  | 9  | Rolf Stommelen       | Brabham-Ford      | 21     | Roda                   | 17   |        |
| Ret  | 17 | Jackie Oliver        | Shadow-Ford       | 9      | Sistema de combustível | 18   |        |
| Ret  | 6  | François Cevert      | Tyrrell-Ford      | 6      | Suspensão              | 10   |        |
| Ret  | 27 | James Hunt           | March-Ford        | 3      | Injeção                | 9    |        |
| Ret  | 8  | Peter Revson         | McLaren-Ford      | 0      | Embreagem              | 4    |        |
| Ret  | 15 | Mike Beuttler        | March-Ford        | 0      | Colisão                | 11   |        |
| DNS  | 22 | Chris Amon           | Tecno             |        |                        |      |        |
| DNS  | 21 | Niki Lauda           | BRM               |        |                        |      |        |

## Tabela do campeonato após a corrida
|  | Pos. | Piloto             | Pontos |
|  | ---- | ------------------ | ------ |
|  | 1    | Jackie Stewart     | 66     |
|  | 2    | François Cevert    | 45     |
|  | 3    | Emerson Fittipaldi | 42     |
|  | 4    | Ronnie Peterson    | 34     |
|  | 5    | Peter Revson       | 23     |

|  | Pos. | Construtor   | Pontos  |
|  | ---- | ------------ | ------- |
|  | 1    | Tyrrell-Ford | 77 (81) |
|  | 2    | Lotus-Ford   | 68 (72) |
|  | 3    | McLaren-Ford | 42      |
|  | 4    | Brabham-Ford | 17      |
|  | 5    | Ferrari      | 12      |

- Nota: Somente as primeiras cinco posições estão listadas. Em 1973 os pilotos computariam sete resultados nas oito primeiras corridas do ano e seis nas últimas sete. Neste ponto esclarecemos: na tabela dos construtores figurava somente o melhor colocado dentre os carros do mesmo time.